# 朱沛霖
朱沛霖（？—？），清朝政治人物。廣西臨桂縣人。
朱沛霖為舉人出身。嘉慶十九年（1814年）四月，出任湖南永順府龍山縣知縣。